# Напередодні (фільм, 1985)
«Напередодні» — радянсько-болгарський двосерійний художній фільм 1985 року, знятий режисером Миколою Мащенком на Кіностудії ім. О. Довженка і «Бояна».

## Сюжет
Телефільм за мотивами однойменного роману І. С. Тургенєва. Картина складається із двох фільмів: «Олена», «Інсаров». Олена Миколаївна Стахова — дівчина з дворянської родини — сповнена піднесених ідеалів. Вона шукає «діяльного добра» та подвигу і не знаходячи у своєму середовищі застосування своїм силам, вона закохується в болгарського студента Інсарова, незаможного демократа-різночинця. Олена повністю присвячує себе своєму обранцю і йде за ним його важким шляхом. Після весілля молоді люди вирішують виїхати до Болгарії, де вже 400 років точиться боротьба за волю. Але так і не доїхавши до батьківщини, Інсаров помирає.

## У ролях
- Світлана Аманова — Олена Стахова
- Антоній Генов — Інсаров
- Олена Соловей — Стахова
- Олександр Голобородько — Стахов
- Ігор Леньов — Берсенєв
- Андрій Ніколаєв — Шубін
- Наталія Стриженова — Зоя
- Нелі Монеджикова — мати Інсарова
- Коста Цонев — Рендіч
- Олексій Колесник — епізод
- Володимир Левицький — епізод
- Катерина Брондукова — епізод
- Лідія Чащина — епізод
- Віктор Панченко — епізод
- Олена Полегенько — епізод
- Вікторія Спесівцева — епізод
- Костянтин Єршов — епізод
- Катерина Крупеннікова — епізод
- Валентин Троцюк — Лупояров
- Дмитро Миргородський — епізод
- Володимир Антонов — слуга
- Юрій Мисенков — лікар
- Ігор Слободський — епізод
- Юрій Дубровін — епізод
- Валерій Наконечний — епізод
- Станіслав Пазенко — епізод
- Валентина Волощенко — дружина полковника
- Наталія Панчик — епізод

## Знімальна група
- Режисер — Микола Мащенко
- Сценаристи — Олександр Червінський, Микола Мащенко
- Оператори — Сурен Шахбазян, Хрісто Тотєв
- Композитор — Георгій Дмитрієв
- Художники — Віталій Шавель, Мілко Марінов